# Lulac
 (novembre 2023).
Si vous disposez d'ouvrages ou d'articles de référence ou si vous connaissez des sites web de qualité traitant du thème abordé ici, merci de compléter l'article en donnant les références utiles à sa vérifiabilité et en les liant à la section « Notes et références ».
League of United Latin American Citizens, dont le nom est le plus souvent abrégé par le sigle LULAC, ou Ligue des citoyens latino-américains unis, est la plus grande et la plus ancienne organisation non gouvernementale de défense des droits civils des hispaniques aux États-Unis. 
Elle a été créée le 17 février 1929 à Corpus Christi, en grande partie par des anciens combattants hispaniques de la Première Guerre mondiale qui cherchaient à mettre fin à la discrimination ethnique contre les citoyens et les résidents américains de langue espagnole. 
Les objectifs de LULAC sont de faire progresser la situation économique, le niveau de scolarité, l'influence politique, le logement, la santé et les droits civils des hispaniques aux États-Unis et à Porto Rico, indépendamment de leur nationalité ou origine. LULAC s'appuie sur des sections locales et des associations communautaires pour atteindre ces objectifs. LULAC compte environ 132 000 membres aux États-Unis.